# Izaak (biskup koptyjski)
Izaak (właśc. Midhat Abda Aziz Ibrahim, ur. 22 października 1955) – duchowny Koptyjskiego Kościoła Ortodoksyjnego, od 2018 biskup Timy.

## Życiorys
4 kwietnia 1998 złożył śluby zakonne w monasterze św. Paisjusza. Święcenia kapłańskie przyjął 18 lipca 2004. Pełnił następnie posługę we wspólnocie koptyjskiej w Abu Zabi. Sakrę biskupią otrzymał 1 czerwca 2014 i został mianowany biskupem pomocniczym Fajum. 25 listopada 2018 objął władzę w diecezji Tima.